# Степовое (Беловодский район)
Степовое (укр. Степове) — село, относится к Беловодскому району Луганской области Украины.
Население по переписи 2001 года составляло 340 человек. Почтовый индекс — 92824. Телефонный код — 6466. Занимает площадь 1,27 км². Код КОАТУУ — 4420688802.

## История
В 1946 г. Указом ПВС УССР хутор Сельскохозяйственный участок №2 переименован в Степной.

## Местный совет
92823, Луганська обл., Біловодський р-н, с. Новоолександрівка, вул. Чаговця, 1 (укр.)